# Cantó de Montalban-1
El cantó de Montalban-1 és un cantó francès del departament de Tarn i Garona, situat al districte de Montalban. Té 2 municipis i part del de Montalban.

## Municipis
- La Mòta e Capdevila
- Vilamada

## Història
| Data d'elecció                           | Identitat        | Partit           | Qualitat |
| ---------------------------------------- | ---------------- | ---------------- | -------- |
| 1985-1992                                | André Garrigue   | UDF              |          |
| 1992-2004                                | Alain Gabach     | UDF, després UMP |          |
| 2004-                                    | Roland Garrigues | PS               |          |
| les dades anteriors no són pas conegudes |                  |                  |          |
|                                          |                  |                  |          |